# Lanice fauveli
Lanice fauveli är en ringmaskart som beskrevs av Francis Day 1934. Lanice fauveli ingår i släktet Lanice och familjen Terebellidae. Inga underarter finns listade i Catalogue of Life.